# Somniosus
Somniosus  is een geslacht uit de familie Somniosidae (sluimer- en ijshaaien).

## Soorten
Het geslacht bevat de volgende zes soorten:
- Somniosus antarcticus (Whitley, 1939) – Antarctische sluimerhaai
- Somniosus cheni (Hsu, Lin & Joung, 2020)
- Somniosus longus (Tanaka, 1912)
- Somniosus microcephalus (Bloch & Schneider, 1801) – Groenlandse haai
- Somniosus pacificus (Bigelow & Schroeder, 1944) – Pacifische sluimer
- Somniosus rostratus (Risso, 1827) – Lemargo

De Antarctische sluimerhaai (Somniosus antarcticus) wordt soms beschouwd als ondersoort van de Pacifische sluimerhaai. Mogelijk is dit geslacht toe aan een revisie, maar hierover ontbreekt consensus.